# Pronephrium merrillii
Pronephrium merrillii, vrsta papratnice iz porodice Thelypteridaceae. Endemska je vrsta sa otoka Palawana u Filipinima

## Sinonimi
- Cyclosorus merrillii (Christ) Ching; Bull. Fan Mem. Inst. Biol. Bot. 10: 246 (1941)
- Dryopteris merrillii Christ; Philipp. J. Sci., Bot. 2: 201 (1907)
- Phegopteris merrillii (Christ) Alderw.; Malayan Ferns Fern Allies 505 (1917)
- Pronephrium balabacense P.M.Zamora & Co; Nat. Appl. Sci. Bull. Univ. Philipp. 32(1-4): 45 (1980)
- Thelypteris balabacensis (P.M.Zamora & Co) Christenh.; Global Fl. 1(4): 27 (2018)
- Thelypteris merrillii (Christ) C.F.Reed; Phytologia 17: 292 (1968)